# University of Georgia

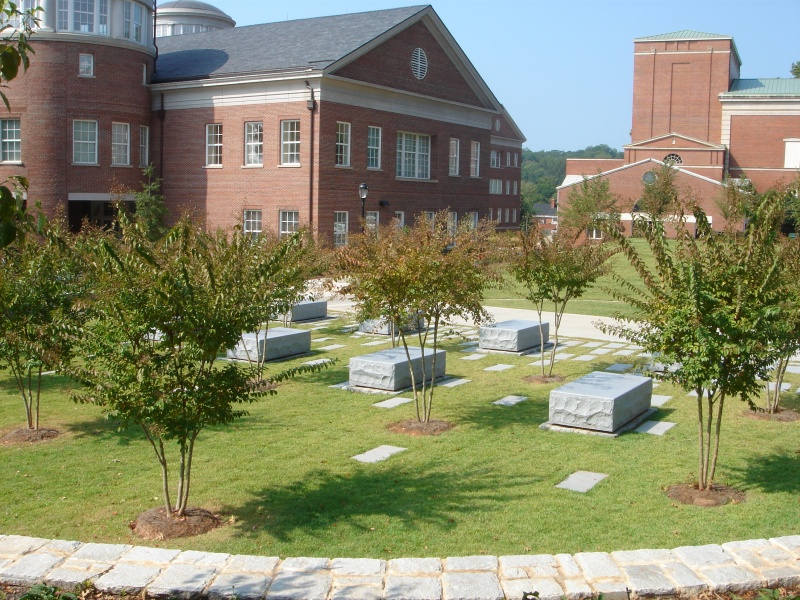
University of Georgia Student Learning Center and Memorial Gardens

University of Georgia (UGA) är ett amerikanskt universitet som har sitt huvudcampus i Athens, Georgia. Universitetet grundades 1785, vilket gör det till ett av de äldsta delstatsdrivna universiteten i USA.
Hösten 2021 hade universitetet 40 118 studenter.

## Skolor och colleges
University of Georgia består av följande 17 skolor och colleges:
- Franklin College of Arts and Sciences, grundad 1801
- College of Agricultural and Environmental Sciences, 1859
- School of Law, 1859
- College of Pharmacy, 1903
- Daniel B. Warnell School of Forestry and Natural Resources, 1906
- College of Education, 1908
- Graduate School, 1910
- C. Herman and Mary Virginia Terry College of Business, 1912
- Henry W. Grady College of Journalism and Mass Communication, 1915
- College of Family and Consumer Sciences, 1918
- College of Veterinary Medicine, 1946
- School of Social Work, 1964
- College of Environment and Design, 1969
- School of Public and International Affairs, 2001
- College of Public Health, 2005
- Eugene P. Odum School of Ecology, 2007
- College of Engineering, 2012

## Alumner
| Författare - Michael Bishop - Delia Owens Idrottare - Kentavious Caldwell-Pope - Toumani Camara - Nic Claxton - Antonio Cochran - Jennifer Dahlgren - Todd Duffee - Debbie Ferguson - Nic Fink - Forrest Griffin - Lynna Irby - Brittany MacLean - Patrick Reed - Hudson Swafford - Trey Thompkins - Travon Walker - Bubba Watson Musiker - Bill Anderson - John Bell - San E - Washed Out - Trisha Yearwood Politiker - Ellis Arnall - William Yates Atkinson - Augustus Octavius Bacon | - Roy Barnes - John Barrow - Middleton Pope Barrow - George Busbee - Garland T. Byrd - Milton A. Candler - Buddy Carter - Bryant Thomas Castellow - Saxby Chambliss - Augustin Smith Clayton - Andrew Clyde - Howell Cobb - B.B. Comer - Ander Crenshaw - Jabez Lamar Monroe Curry - William Crosby Dawson - Hugh M. Dorsey - Marjorie Taylor Greene - Thomas W. Hardwick - Joe Frank Harris - Nathaniel Edwin Harris - Sampson Willis Harris - William J. Harris - Charles Hays - Benjamin Harvey Hill - Pierre Howard - Johnny Isakson - Herschel Vespasian Johnson - Hamilton Jordan - Brian Kemp - Jack Kingston - Robert F. Ligon | - Zell Miller - Stephen Pace - Sonny Perdue - Francis Wilkinson Pickens - J. Roy Rowland - Richard Russell - Carl Sanders - John Gill Shorter - John M. Slaton - George T. Smith - Emory Speer - Alexander Stephens - Robert Grier Stephens - Williamson S. Stuckey - Eugene Talmadge - Herman Talmadge - Mark Taylor - Lindsay Thomas - Melvin E. Thompson - Robert Toombs - Robert Pleasant Trippe - Ernest Vandiver - Clifford Walker - Rob Woodall Skådespelare - Kim Basinger - Bobbie Eakes - Omari Hardwick - Josh Holloway - Wayne Knight - Matt Lanter - James Michael Tyler |